# Катастрофа DC-8 в Анкоридже (1970)
Катастрофа DC-8 в Анкоридже (1970) — авиационная катастрофа, произошедшая тёмным вечером в пятницу 27 ноября 1970 года в аэропорту Анкориджа (Аляска, США). Авиалайнер Douglas DC-8-63CF авиакомпании Capitol International Airways выполнял чартерный межконтинентальный рейс C2C3/26 по переброске группы военных по маршруту Такома—Анкоридж—Токио—Камрань, но при вылете из Анкориджа во время разбёга по взлётной полосе не смог набрать необходимую взлётную скорость, выкатился за пределы ВПП, врезался в дренажную канаву и разрушился. Из находившихся на его борту 229 человек (219 пассажиров и 10 членов экипажа) погибли 47.

## Самолёт
Douglas DC-8-63CF (регистрационный номер N4909C, заводской 46060, серийный 472) был выпущен примерно в мае 1969 года, так как 2 июля получил лётный сертификат. Был продан компании C.I.T. Corporation, которая в свою очередь сдала его в лизинг американской авиакомпании Capitol International Airways. Оснащён четырьмя турбовентиляторными двигателями Pratt & Whitney JT3D. Последнюю периодическую проверку проходил в Уилмингтоне (Делавэр) 26 ноября 1970 года, за день до катастрофы. В ходе данной проверки были заменены 6 колёс основных стоек шасси (№1, 2, 4, 6, 7 и 8), а также заменили тормоз колеса №3. После этого лайнер совершил 4 полёта, включая посадку в Анкоридже перед катастрофой, при этом по нему не возникало никаких замечаний. В прошлом замечания по борту N4909C заключались только в отношении его рулевого колеса — с сентября по 26 ноября 1970 года было 8 заявок, что в процессе руления самолёт иногда уводило влево и при этом было трудно повернуть вправо. Для устранения этих заявок были выполнены замена левого колеса на носовой стойке шасси, промазан рулевой механизм, заменены правый и левый рулевые цилиндры, а также отрегулирован триммер руля. 24 ноября была заявка «Трудно повернуть вправо», после чего левый цилиндр рулевого механизма был снова заменён. По остальным системам замечаний не было.
Салон самолёта можно было переоборудовать как для перевозки грузов, так и пассажиров, причём в последнем случае можно было установить до 250 сидений для пассажиров с шагом между рядами в 787,4 мм. В данном рейсе, в соответствии с требованием фрахтователя, пассажировместимость салона составляла 219 мест с шагом между рядами 965,2 мм. На день катастрофы 1,5-летний авиалайнер налетал 4944 часа 49 минут, в том числе 11 часов 11 минут от последней периодической проверки (в Уилмингтоне).

## Экипаж
Самолётом управлял опытный экипаж, его состав был таким:
- Командир воздушного судна (КВС) — 48-летний Уильям Г. Рид (англ. William G. Reid). Очень опытный пилот, в авиакомпании Capitol International Airways проработал 15 лет и 11 месяцев (с 1 января 1955 года). Имел квалификацию командира Lockheed Constellation, C-46 и Douglas DC-8, а также одномоторных самолётов. Налетал 14 650 часов, 5740 из них на DC-8. За 90 дней до катастрофы налетал 257 часов, а за 30 дней — 87 часов. С его же слов, в аэропорт Анкоридж за последние 60 дней летал 10 раз, причём все полёты выполнялись на самолётах DC-8[5].
- Второй пилот — 55-летний Джеймс Э. Доунс (англ. James A. Downs). Очень опытный пилот, в авиакомпании Capitol International Airways проработал 8 лет и 5 месяцев (с 28 мая 1962 года). Имел квалификацию командира самолётов Lockheed Constellation, Douglas DC-3 и DC-4, а также одномоторных самолётов. Носил контактные линзы. В мае 1970 года начал обучение на командира Douglas DC-8, но после 6 учебных полётов занятия были прекращены, так как он плохо усваивал материал, что требовало дополнительных полётов на DC-8, тогда как эти самолёты были остро нужны на пассажирских маршрутах, и 9 июня был возвращён на должность второго пилота DC-8. Налетал 13 500 часов, 2057 из них на DC-8. За 90 дней до катастрофы налетал 227 часов, а за 30 дней — 83 часа[5].
- Штурман — 53-летний Роберт Д. Леонард (англ. Robert D. Leonard). В авиакомпании Capitol International Airways проработал 4 года и 8 месяцев (с 28 февраля 1966 года). Носил контактные линзы. Налетал свыше 14 000 часов, свыше 2500 из них на Douglas DC-8[6].
- Бортинженер — 41-летний Эдвард У. Финк (англ. Edward W. Fink). В авиакомпании Capitol International Airways проработал 6 лет и 6 месяцев (с 12 мая 1964 года). Имел квалификацию бортинженера самолётов с поршневыми и турбореактивными двигателями. Налетал свыше 10 000 часов, свыше 2000 из них на Douglas DC-8. За 30 дней до катастрофы налетал 69 часов[6].

Все 4 пилота на момент катастрофы работали уже 7 часов 20 минут, включая 3 часа 45 минут лётного времени, а перед этим отдыхали 24 часа.
В салоне самолёта работали 6 стюардесс:
- Марлин Фэйстоер (англ. Marlene Faistauer). В Capitol International Airways с 11 июня 1968 года.
- Александра Пломмер (англ. Alexandra Plommer). В Capitol International Airways с 11 июня 1968 года.
- Барбара М. Огден (англ. Barbara M. Ogden). В Capitol International Airways с 9 июня 1969 года.
- Элис Б. Мендес (англ. Alice B. Mendez). В Capitol International Airways с 9 июня 1969 года.
- Бритта Э. Тонсен (англ. Britta E. Thonsen). В Capitol International Airways с 23 мая 1970 года.
- Бирджитта И. Экеланд (англ. Birgitta I. Ekelund). В Capitol International Airways с 23 мая 1970 года.

## Хронология событий

### Вылет из Такомы, посадка в Анкоридже
Douglas DC-8-63CF борт N4909C был зафрахтован Военно-транспортным командованием для выполнения чартерного рейса C2C3/26 из Такомы (Вашингтон) в Камрань (Южный Вьетнам) по переброске группы из 213 военных и ещё 6 человек — членов их семей; также на маршруте были две запланированные посадки для дозаправки в Анкоридже (Аляска) и Токио (Япония).
В 12:04 с 10 членами экипажа и 219 пассажирами на борту рейс 003/26 вылетел из авиабазы Маккорд близ Такомы и через 3,5 часа (в 15:32) в вечерних сумерках (закат был в 14:59) благополучно приземлился в аэропорту Анкоридж. Перелёт прошёл в обычном монотонном режиме, хотя во время посадки пилотам пришлось использовать реверс и максимальное торможение, чтобы остановиться на покрытой льдом взлётной полосе. Тормозной эффект был слабым, поэтому при рулении к стоянке использовалось только лёгкое подтормаживание. Далее для остановки на перроне были задействованы стояночные тормоза, которые затем отпустили после остановки двигателей.
Лайнер был осмотрен техником, который при этом также проверил состояние шин шасси, ввиду того, что при посадке применялось максимальное торможение. Но поверхность оболочек шин была нормальной, а никаких ненормальных температур в районе колёс замечено не было.
У экипажа по авиалайнеру было замечание о завышенных показаниях отношения давления воздуха (EPR) в двигателе №1 (левый крайний), а также, что сами показания были ненадёжными. Тогда авиатехники на период дозаправки открыли кожух этого двигателя, но не обнаружили в данном двигателе никаких отклонений. После проведения данного осмотра кожух двигателя был вновь закрыт. В ходе проверки было установлено, что датчик EPR двигателя №1 отказал, но так как датчики на трёх остальных двигателях работали нормально и никаких отклонений в работе остальных трёх двигателей не заметили, то приняли решение продолжать полёт. Дозаправка прошла без замечаний, всего в баки было залито 53 173 килограмма авиакеросина типа «A». Общий расчётный вес рейса 003/26 составлял 158 309 килограммов при максимальном допустимом 158 757 килограммов.

### Движение к взлётной полосе
Над Анкориджем в это время уже стояла ночь, небо покрывала сплошная облачность с нижней границей 520 метров и отдельные облака с нижней границей 120 метров, видимость на ВПП 8 километров, ветер северо-восточный 14 км/ч, температура воздуха −5 °C, точка росы −6 °C, слабый переохлаждённый дождь. Впоследствии было установлено, что из-за осадков аэропорт был покрыт тонким слоем (1-2 мм) наледи.
Перед началом буксировки и руления у самолёта оба полукрыла, горизонтальные хвостовые стабилизаторы и управляющие поверхности обработали нагретым раствором этиленгликоля, чтобы очистить их ото льда. Примерно в 16:54 рейс C2C3/26 отъехал от рампы, после чего экипаж получил разрешение следовать ко взлётно-посадочной полосе «06 правая» (№06R, длина 3300 метров; в настоящее время — №07R). В процессе следования к ВПП пилоты выполнили чтение контрольного списка перед взлётом, за исключением пунктов о включении ответчиков и проверки зажигания двигателей. В 17:00:25 авиадиспетчер дал разрешение занимать полосу №06R, после чего самолёт вырулил на исполнительный старт, оказавшись при этом чуть правее осевой линии. Со слов КВС, стояночные тормоза с момента отъезда от перрона, включая ожидание на исполнительном старте, не использовались.
Экипаж между собой принял решение, что взлёт будет выполняться под управлением второго пилота, а командир будет следить за работой тормозов. В 17:02:40 диспетчер дал разрешение на взлёт, а примерно в 17:03 пилоты закончили чтение оставшихся пунктов контрольного списка. Для текущих условий скорость принятия решения (V1) была определена как 255,5 км/ч, скорость подъёма носовой стойки шасси (VR) — 283 км/ч, а безопасная скорость взлёта (V2) — 301,8 км/ч. Командир перевёл рычаги управления двигателями на режим 80% от номинального, при этом, из-за того, что тормоза ещё были нажаты, лайнер оставался на месте. Далее тормоза были отпущены, после чего КВС сказал второму пилоту: Поехали (англ. Let's go) и ещё увеличил режим двигателей до 1,87 EPR (режим двигателя №1 из-за нерабочего датчика устанавливали по положению его рычага вровень с остальными).

### Взлёт, катастрофа
Спустя 1 минуту и 34 секунды с момента занятия исполнительного старта лайнер начал разбег по ВПП, при этом второй пилот сразу выровнял его по осевой линии, а КВС периодически докладывал о значениях скорости, которая поначалу росла нормально. Но на скорости 240—250 км/ч ускорение вдруг уменьшилось, то есть прирост скорости стал происходить медленнее, из-за чего скорость V1 была достигнута на 59-й секунде, позже, чем обычно, но так как параметры двигателей были в норме, то решение о прекращении взлёта не принималось. Затем на скорости 268 км/ч ускорение вновь вернулось к нормальному и скорость стала расти в обычном темпе. На 72-й секунде взлёта и за 450—480 метров до конца ВПП командир (с его слов) сообщил о достижении скорости VR, после чего второй пилот поднял нос самолёта на угол тангажа 9°. В этот момент лайнер должен был взлететь, но вместо этого продолжил мчаться по ВПП. Когда КВС понял, что они сейчас выкатятся за пределы взлётной полосы на грунт, то, действуя на уровне инстинкта самосохранения, при скорости 281 км/ч сразу убрал режим двигателей, чтобы остаться на земле и «спасти свой самолёт, пассажиров и себя самого». Через мгновение рейс C2C3/26 выкатился с ВПП.
Впоследствии все опрошенные пассажиры описывали, что лайнер пробежал по ВПП 600—900 метров, причём довольно медленно, после чего раздалась серия из трёх хлопков, словно взрывались шины. Затем самолёт поднял нос и следом остановились все двигатели. С грохотом рейс C2C3/26 выкатилась со взлётной полосы на грунт, после чего в 206 метрах от торца полосы снёс деревянный забор, а в 305 метрах от ВПП врезался левым крылом в курсовой радиомаяк; с левой стороны фюзеляжа пассажиры в это время увидели огонь. В ту же секунду один из пассажиров прямо на ходу открыл дверь аварийного выхода по левому борту, через который огонь проник в салон. В 17:05 в 1 километре от ВПП №06R лайнер врезался в глубокую дренажную канаву и остановился, при этом фюзеляж разорвало на две части, а также оторвалась правая плоскость крыла.

### Спасательная операция
Тонны авиационного керосина вытекли из повреждённых топливных баков и образовали вокруг самолёта огромную лужу глубиной до 15-20 см, которая вскоре воспламенилась, вызвав обширный пожар, который был особенно сильным в хвостовой части. В течение 3 минут прибыли первые пожарные расчёты и начали тушить огонь сухими реагентами. Через 5 минут с момента катастрофы на месте работали уже все спасательные службы аэропорта Анкоридж, а также были вызваны и городские расчёты. Затем по левому борту произошли два мощных взрыва, в результате которых многих пассажиров, пытавшихся спастись, отбросило обратно в объятый пламенем салон; среди них была одна стюардесса, которая при этом потеряла сознание и пассажирам пришлось выносить её на руках. Потом произошла ещё серия взрывов поменьше, которые также значительно мешали проведению спасательных работ.
Все 4 пилота сумели эвакуироваться через окна кабины и после стали помогать эвакуации пассажиров с правого борта, так как дверь из кабины в салон заклинило. В основном пассажиры спасались через основные выходы (всего были открыты 3 из 4 — 1 из выходов в хвосте заклинило сорванными сидениями), эвакуационный выход над правым крылом и разлом в фюзеляже. В результате пожара салон самолёта выгорел полностью, при этом погибли 47 человек — 1 член экипажа (стюардесса Экеланд) и 46 пассажиров-военнослужащих; впоследствии было установлено, что они находились в основном в хвостовой части, либо у линии разлома фюзеляжа и погибли от воздействия огня и дыма. Погибшая стюардесса Экеланд сидела в 33-м ряду у левого эвакуационного выхода. 49 человек (6 членов экипажа и 43 пассажира) получили несмертельные ранения, а остальные 133 (включая 3 членов экипажа) относительно не пострадали.

## Расследование
Расследование причин катастрофы рейса C2C3/26 проводил Национальный совет по безопасности на транспорте (NTSB).
Речевой самописец оказался сильно повреждён огнём и его данные восстановить не удалось, поэтому пришлось опираться на показания выживших пилотов. Параметрический самописец уцелел и данные последних нескольких минут полёта следователи смогли расшифровать.
Изучение ВПП №06R, с которой выполнялся роковой взлёт, было начато только 29 ноября, то есть через 2 дня, когда часть отпечатков оказалась уничтожена. Однако затем удалось найти следы колёс от левой основной стойки шасси. При трении о ВПП шины протопили лёд и оставили на полосе тормозной след, который простирался от начала разбега и даже по жёлтым линиям разметки ВПП. Через 170 метров от начала разбега левой стойки шасси были найдены частично оплавленные и частично разорванные куски резины от колёс. Также на расстоянии от 1500 до 1800 метров от начала разбега были найдены ещё куски резины, которые в основном лежали на правой стороне взлётной полосы. Далее по ВПП следователи продолжали находить и другие куски корда от колёс основных стоек шасси. Таким образом, хлопки, которые услышали пассажиры, действительно были вызваны взрывами колёс шасси. На снегу и грунте, на которые лайнер выкатился с ВПП, были найдены только непрерывные следы от основных стоек шасси, причём следы от левой стойки в этот момент оказались правее продолжения осевой линии ВПП. Также на удалении 166 метров от взлётной полосы между следами колёс появилась полоса длиной 22 метра — в этот момент лайнер настолько приподнял нос, что ударился хвостом о землю.
Проверка стояночного тормоза показала, что он был выключен, а признаков неисправности обнаружить не удалось. Положение обычных тормозов в момент взлёта определить не удалось, так как их кабели оказались разрушены. Закрылки в момент взлёта были выпущены на 23°, а стабилизаторы установлены на угол 4,2° на кабрирование. Рычаг шасси был зафиксирован в нижнем (выпуск шасси) положении.
К расследованию были привлечены специалисты из NASA, при участии которых была установлена следующая картина событий. После получения разрешения на занятие ВПП №06R рейс 003/26 левым поворотом вырулил на исполнительный старт, заняв позицию в 3218 метрах от торца, после чего остановился. Ожидание разрешения на взлёт составило 1,5 минуты, в течение которых лайнер стоял с заторможенными колёсами. При этом лёд под левыми стойками шасси оплавился, так как они нагрелись примерно до 16 °C, когда во время поворота экипаж использовал раздельные левые тормоза, а также из-за повышенной нагрузки на лёд вследствие высокого взлётного веса. Затем, когда разрешение на взлёт было получено, пилоты отпустили тормоза и увеличили тягу двигателей, после чего самолёт начал выполнять разбег. Однако за всеми четырьмя колёсами левой стойки шасси стал наблюдаться тормозной след, то есть колёса не вращались. Была версия, что раз коэффициент трения резины по льду очень мал, то потому колёса и не стали вращаться. Но проведя дополнительные тесты, в NASA определили, что тормоза всё-таки не отпустили до конца, а зацепления колёс по льду не хватило, чтобы провернуть их и тем самым отделить тормоза. Почему колёса правой стойки шасси не оставили тормозного следа, следователи NTSB точно определить не смогли, но есть вероятность, что лёд на самой взлётной полосе оказался неравномерным, то есть на правой стороне его было больше, да и шины на правой стойке шасси не были так нагреты, как на левой. Коэффициент трения корда по обледеневшей ВПП в момент начала движения был оценён как 0,025, но после того, как шины нагрелись, упал до 0,019, что в принципе соответствует нормальному трению качения, а потому самолёт и начал словно нормально разгоняться, из-за чего взлёт не стали прерывать.
Разгон с заклиненными колёсами приводит к тому, что от трения по асфальту шины начинают всё сильнее тереться и перегреваться, после чего колёса шасси стали взрываться. Уже через 170 метров от начала разбега происходит первый взрыв колеса, после чего последовали остальные. Через 1300 метров от начала разбега все колёса на левой стойке шасси оказались разрушены, то есть теперь по ВПП скользили только их металлические диски. На удалении 1300 метров от начала разбега лопается последнее целое колесо на правой стойке шасси. Экспертиза всех восьми колёс основных стоек шасси подтвердила, что ни одно из них в момент разгона по взлётной полосе не вращалось.
Компания «McDonnell Douglas» провела тесты по взлёту с заторможенными колёсами на покрытой льдом ВПП, по результатам которых полученные данные примерно совпали с фактическими. При этом было отмечено, что разница с набором скорости при нормальном взлёте и взлёте с заторможенными колёсами относительно небольшая, а потому пилоты не смогли определить заклинивание колёс. Таким образом было точно установлено, что рейс C2C3/26 не смог взлететь из-за того, что его колёса основного шасси не вращались. Причины этого могли быть следующие:
- Возник отказ в тормозах или их гидравлической системе, из-за чего сохранялось тормозное нажатие, достаточное для заклинивания колёс.
- Колёса не могли вращаться из-за высоких сил трения в подшипниковых узлах вследствие перекоса, вызванного неверной установкой колёс.
- Экипаж мог забыть отпустить тормоза перед взлётом.

Следователи разослали запросы 12 американским авиакомпаниям, эксплуатировавшим лайнеры Douglas DC-8, с просьбой сообщить, были ли у них случаи, чтобы на этих самолётах отказывала или работала с нарушениями тормозная система. В ответ сообщили, что отказов тормозов ни разу не наблюдалось, хотя в чуть ли не единичных случаях бывали задержки с отпуском, либо медленная реакция тормозов на команды. Возможной причиной таких нарушений в работе подозревали падение давления в тормозной системе из-за заедания распределительного клапана, либо попадание воздуха в тормозную жидкость. Данные нарушения могли наблюдаться как на тормозах всех стоек шасси одновременно, так и только на тормозах основных стоек.
Проверка элементов тормозной системы разбившегося самолёта не выявила на них признаков неисправностей или отказов. Стояночный тормоз удалось восстановить и определить, что в момент взлёта он был отпущен. Зазоры между тормозными дисками были в пределах нормы, а на самих дисках признаков перегрева, заклинивания, навара или какой-нибудь другой неисправности найти не удалось. Рычаг аэродинамического тормоза находился в убранном положении, но цилиндр пневмопривода был разрушен, а потому определить, действительно ли аэродинамический тормоз не был выпущен, установить не удалось. Большинство компонентов гидропривода тормозов оказались уничтожены огнём, а потому следователи не смогли изучить эту часть тормозной системы. Из истории самолёта было обращено внимание на заявку, что при рулении по аэропорту его иногда уводило влево, в чём подозревали нарушения в приводе носовой стойки шасси. Уже во время расследования была высказана версия, что на самом деле авиалайнер уводило в сторону из-за заедания тормозов на левой стойке основного шасси. Однако этому противоречило то, что такую серьёзную неисправность, как отказ тормозов только на одной стойке, достаточно быстро должны были найти и устранить.
Версия о заедании колёс на осях из-за нарушений монтажа была основана на том, что в Уилмингтоне (Делавэр), перед вылетом в Такому для выполнения рокового рейса у разбившегося лайнера были заменены 6 из 8 колёс основного шасси. Все колёсные подшипники были найдены в рабочем состоянии и ни у одного из них не наблюдалось изменений цвета или состояния поверхности, которые должны были свидетельствовать о ненормальной работе. Диски колёс также не имели признаков смещения и перекосов.
При изучении версии, что тормоза забыли отпустить, либо непреднамеренно нажимали на тормозные педали в момент разгона, следователи опросили обоих пилотов. КВС сообщил, что на период ожидания он удерживал педали тормоза пальцами ног, а после того, как перед разгоном увеличил режим двигателей, то отпустил тормоза, переведя ноги на педали руления носовой стойкой. Второй пилот сообщил, что его ноги находились только на педалях руления, пятками опираясь на пол. Никто из пилотов не почувствовал, чтобы во время взлёта нажималась педаль тормоза.
Для текущих условий (взлёт с обледеневшей ВПП), когда коэффициент трения колёс по покрытию полосы был очень мал, достаточно было небольшого тормозного нажатия, чтобы колёса не вращались во время движения. И тогда следователи обратили внимание на стояночный тормоз, который мог это нажатие создать. Экипаж утверждал, что не использовал стояночный тормоз после того, как отъехал от перрона, включая ожидание на ВПП. Но ведь они его использовали ранее, а потом могли попросту забыть, так как их внимание отнимал и неработающий датчик двигателя №1 (левого крайнего). Отсутствие данных речевого самописца не позволило узнать, как на самом деле выполнялись контрольные списки перед началом руления и перед взлётом. Перед началом руления пилоты больше могли думать о том, чтобы выровнять режим работы двигателя №1 относительно двигателя №2, после чего начать руление с фактически заторможенными колёсами, что позволял лёд на аэродроме. Стоянка на взлётной полосе составила 1 минуту 34 секунды и, спеша с выполнением предвзлётных процедур, экипаж мог снова упустить пункт о тормозах, после чего начать взлёт с задействованным стояночным тормозом. Но после опроса пилотов следователи были вынуждены отклонить эту версию. Дело в том, что о задействовании стояночного тормоза предупреждают световые индикаторы жёлтого цвета, которые достаточно яркие, чтобы их не заметить, особенно ночью, и к тому же они видны не только обоим пилотам, но и штурману и бортинженеру. Никто из пилотов в кабине не видел, чтобы эти индикаторы горели.
Таким образом, ни одну из версий о причинах, почему колёса основных стоек шасси не вращались при взлёте, следователи подтвердить не смогли.

### Причины
1. Самолёт имел необходимые сертификаты и обслуживался в соответствии с установленными правилами.
2. Пилоты были сертифицированы и имели необходимую квалификацию.
3. Взлётный вес и центровка самолёта были в установленных пределах.
4. Авиалайнер вырулил на полосу №06R и, заняв стартовую позицию, простоял на ней 1 минуту 34 секунды, прежде чем начал взлёт.
5. Взлётно-посадочная полоса была покрыта тонким слоем льда.
6. На все 8 колёс основного шасси было приложено тормозное нажатие неустановленного происхождения.
7. Все колёса основного шасси во время разгона не вращались.
8. Коэффициент трения покоя на обледенелой полосе лишь незначительно отличается от трения качения, а потому блокировка колёс основного шасси оказалась незамеченной.
9. Сопротивление, созданное трением по полосе резины шин шасси, а затем, после разрушения шин, и металлических колёсных дисков, ухудшило разгон самолёта и не позволило ему набрать необходимую скорость.
10. Пилоты не заметили, что ускорение разгона ниже обычного, поэтому не стали прерывать взлёт, пока не стало слишком поздно.
11. При столкновении самолёта с препятствиями все на борту выжили, но многие после погибли в возникшем на месте происшествия пожаре.
12. Некоторые стюардессы не смогли действовать из-за ограниченного пространства и неправильной конфигурации проходов, что исключало их помощь в проведении эффективной эвакуации пассажиров.

29 марта 1972 года NTSB опубликовал итоговый отчёт расследования (AAR-72-12), в котором пришёл к выводу, что катастрофа рейса C2C3/26 произошла из-за того, что лайнер во время разбега по ВПП не смог набрать необходимую для взлёта скорость. Причиной этого было сниженное ускорение, вызванное блокировкой всех колёс основных стоек шасси, которые из-за этого не вращались, что оставалось незамеченным экипажем вплоть до достижения скорости принятия решения. Причину, почему колёса основного шасси оказались блокированы, установить не удалось. Вероятной причиной этого может быть возникновение давления в гидроприводе тормозов вследствие отказа или нарушений в работе тормозной системе, либо непреднамеренное задействование стояночного тормоза.

## Последствия катастрофы
По результатам расследования катастрофы рейса C2C3/26 было рекомендовано следующее:
1. В процедуры по выполнению взлёта добавить пункт, чтобы экипаж проверял разгон относительно нормального по времени или расстоянию.
2. Пересмотреть конструкции топливных систем и улучшить их защиту от воздействия огня.
3. Пересмотреть планировки салонов транспортных самолётов, в том числе и расположение мест бортпроводников.

Первое предложение направлялось в Федеральное управление гражданской авиации США ещё 10 марта 1963 года, но в обоих случаях его отклонили как неприемлемое. Второе и третье предложения были внедрены в 1978—1983 годах.

### Комментарии
1. ↑  В отчёте NTSB указан как «Douglas DC-8-63F»
2. ↑  Модификация двигателей неизвестна
3. ↑  Здесь и далее указано Аляскинское время — AST